# Ара синьогорлий
Ара синьогорлий (Ara glaucogularis) — птах родини папугових (Psittacidae).

## Зовнішній вигляд
Довжина тіла 80-85 см. Чоло, потилиця, шия, горло, крила й хвіст легкого зеленувато-синього кольору. Гола обличчя покрита смугами темних зеленувато-синіх перинок. Груди й черево жовті. Нижні частини крил жовті. Підхвістя оранжеве. Дзьоб чорний. Лабети темно-сірі. Райдужка світло-жовта. У молодих особин райдужка темна, хвіст коротше. Самець і самка забарвлені однаково, але самець більше, голова у нього більша.

## Розповсюдження
Живе на північному сході Болівії, а також на границя між Болівією, Аргентиною й Парагваєм.

## Спосіб життя
Населяють дощові ліси (басейн Амазонки), окраїни сельви, савани з пальмовими гаями, сезонно затоплювані савани.

## Розмноження
Моногамні. Гніздяться у дуплах старих чи мертвих пальм. Шлюбний сезон триває із грудня по квітень. В кладці 2-4 білих яйця. Інкубація продовжується 26-28 днів. Папуги годують пташенят вдень, кожні 3-4 години. Покриваються пір'ям у віці 3 місяців. До року тримаються біля батьків, а статева зрілість настає у віці 3-6 років.

## Стан популяції та охорона
Птах перебуває під загрозою зникнення. Зустрічається лише в місцях з незайманою рослинністю. До кінця XX століття в дикій природі документувалося 50-100 особин. У Парагваї папуги не бачили з початку XX століття, на північному заході Аргентини останній раз він був відзначений в 40-х роках XX століття. Індіанці добували цих птахів для їжі, а пір'я використовували для прикраси під час церемоніалів. Знаходиться під захистом закону в Болівії й Закону Міжнародного Ринку.